# 微红楔蚌
微红楔蚌（学名：Cuneopsis rufescens）为蚌科楔蚌属的动物，俗名柳叶，是中国的特有物种。

## 分佈
本物種在中國分佈於湖南、江西等地，一般生活于泥沙底以及水深3-6米的湖泊、河流和池塘。

## 外部連結
維基物種上的相關：微红楔蚌